# Xuyên bối mẫu
Fritillaria cirrhosa là một loài thực vật có hoa trong họ Liliaceae. Loài này được D.Don miêu tả khoa học đầu tiên năm 1825.